# متیو آندرودیاس
متیو آندرودیاس (انگلیسی: Matthieu Androdias؛ زادهٔ ۱۱ ژوئن ۱۹۹۰) قایقران روئینگ اهل فرانسه است.
وی در مسابقات کشوری و بین‌المللی در مجموع برندهٔ ۳ مدال طلا، ۱ مدال نقره شده‌است.